# Musée national du Qatar
Le musée national du Qatar, ouvert en 1975, était le plus grand musée de Doha au Qatar jusqu'en 2006 et la construction du musée d'Art islamique de Doha. Il se trouve dans la partie est de la corniche de Doha. Le nouveau musée, réalisé selon un design de Jean Nouvel inspiré de la rose des sables, est inauguré en 2019.

## Histoire
L’émir Tamim ben Hamad Al Thani a officialisé l'ouverture de l'ensemble en l'inaugurant le 27 mars 2019. 
Avant l'inauguration, la directrice de l'agence Qatar Museum, cheikha Al Mayassa Al-Thani a indiqué que le blocus imposé au Qatar par l'Arabie Saoudite et ses alliés n'avait « aucun effet » sur la date d'ouverture. Selon Jean Nouvel, « le musée a vocation à devenir une destination et une icône ».
La cérémonie d'inauguration a réuni des célébrités comme Naomi Campbell, Victoria Beckham, José Mourinho et de nombreuses figures politiques à l'image de l'ancien président français Nicolas Sarkozy, Édouard Philippe, l'émir du Koweït, cheikh Sabah al-Ahmad al-Jaber al-Sabah.

## Caractéristique
Le nouveau musée se situe à l'extrémité sud de la corniche de Doha et enserre l'ancien palais restauré du cheik Abdullah bin Jassim al Thani. Le projet a été confié à l'architecte Jean Nouvel, qui a conçu un ensemble dont la forme est inspirée par la rose des sables. Ce projet est implanté sur un site de 143 000 m2 de superficie pour 350 mètres de long, son budget s'élève à 434 millions de dollars. La structure en rose des sables est composée de 539 pétales dont le diamètre varie entre 14 mètres et 87 mètres. Ils constituent le bâtiment, dedans comme dehors, sur une surface de 40 000 m2. Le musée dispose de 11 galeries courant sur 1,5 kilomètre, un espace d'expositions permanentes de 7 000 m2 et un espace d'expositions temporaires de 1 700 m2. Il compte aussi 114 fontaines en formes d'arabesques réalisées par Jean-Michel Othoniel. 

## Collections
Le musée consacre plusieurs de ses salles à l'histoire géologique du pays, à sa faune, sa flore, aux tribus nomades le peuplant, et à l'architecture qatarie. 
Le musée national présente aussi une collection de pièces d'art islamique et de reliques, une collection de médailles données au Qatar par des souverains étrangers quand le pays était sous leur domination, des médailles militaires de l'armée qatarie. Une section du musée est dédiée au gaz et au pétrole, et une aile à la mer, incluant un lagon dans lequel un boutre traditionnel est au mouillage.